# Laki
Laki ili Lakagigar je vulkanska pukotina na jugu Islanda. Krater Laki nalazi se u nacionalnom parku Skaftafell. Dio je vulkanskog sustava Grímsvötn. 
Krater Laki je 934. prilikom vulkanske erupcije oslobodio 19.6 km³ lave. Erupcija 1783. – 1784. imala je katastrofalne posljedice za cijelu Europu. Oslobodilo se 15 km³ lave i oblaci otrovnog sumpor dioksida i fluora. Otrovne pare ubile su 50% stoke i izazvale su glad i smrt 21% stanovništva Islanda. Smatra se da je uzrokovao i klimatsku promjenu, koja je dovela do gladi i pridonijela pojavi Francuske revolucije. U Francuskoj je došlo do suše, teške zime te do oluje 1788., koja je uništila usjeve.
Eksplozija je nastala zbog kontakta podzemnih voda s bazaltnom magmom. S vremenom se tip erupcije mijenjao i sve je manje erupcija bila eksplozivna, ali izbacivala se ogromna količina lave. Osam mjeseci se izbacivala ogromna količina sumpornih aerosola, koji su prouzrokavali veliku klimatsku promjenu s velikim društvenim posljedicama.
Oslobodilo se 15 km³ bazaltne lave. Lava je bila izbacivana na visinu od 800 do 1400 metara. U Velikoj Britaniji ljeto 1783. poznato je kao pješčano ljeto, zbog velike količine pepela, koji je pao. Plinovi su bili izbacivani na visinu od 15 kilometara. Aerosoli su izazvali efeat hlađenja sjeverne polutke.